# Sinwŏn
Sinwon est un arrondissement de la province du Hwanghae du Sud en Corée du Nord.

## Géographie
Sinwon est l'arrondissement le plus montagneux du Hwanghae du Sud. Les principales montagnes sont le Suyangsan (899 m), le Jangsusan (747 m), le Chaekamsan (682 m) et l'Undalsan (600 m). Deux lacs ont été formés pour les besoins de l'irrigation, le lac d'Unpha (26,6 km2) créé en 1962 et celui de Jangsu (16,2 km2) au centre de l'arrondissement. Les cultures principales sont le riz (60 %) et le maïs (20 %) ainsi que le blé, l'orge, le sorgho, les pommes, les poires, la soie et les poissons. Les températures moyennes descendent à −5 °C en janvier et montent à 24 °C en aout pour 900 mm de précipitations annuelles.

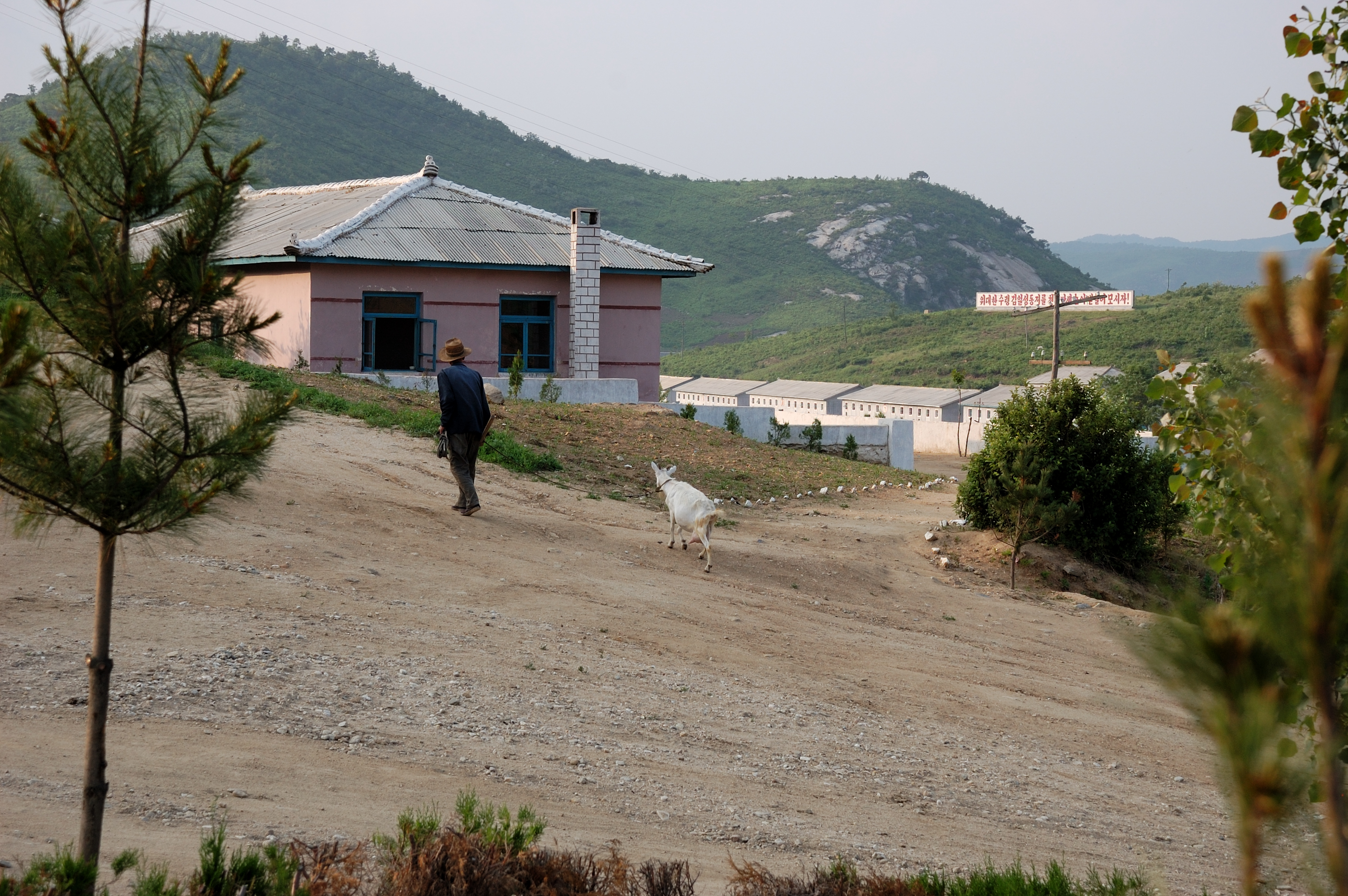
La ferme de Kyenam

L'arrondissement de Sinwon a été créé en décembre 1952 à l'occasion d'une réforme nationale du découpage administrative. Ce territoire appartenait auparavant à l'arrondissement de Jaeryong auquel sont venus s'ajouter des villages de Pyoksong (Radok et Kumsan). En octobre 1967, Sindok-ri lui a été rattaché. Sa population est passée de 134 500 habitants en 1996 à 83 161 habitants en 2008. Actuellement, il rassemble un bourg (up), un quartier de travailleurs (rodongjagu ou gu) et 18 communes (ri) :
- Sinwon-up (신원읍)
- Hasong-gu (하성구)
- Ayang-ri (아양 리)
- Chongsokdu-ri (청석두리)
- Hwasok-ri (화석리)
- Jaha-ri (자하리)
- Janggum-ri (장금리)
- Karyo-ri (가려리)
- Komchon-ri (검촌리)
- Kyenam-ri (계남리)
- Muhak-ri (무학리)
- Paeku-ri (백우리)
- Ryongwol-ri (령월리)
- Ryulla-ri (률라리)
- Sinchang-ri (신창리)
- Suwon-ri (수원리)
- Unyang-ri (운양리)
- Woldang-ri (월당리)
- Yomthan-ri (염탄리)
- Sindok-ri (신덕리)

## Culture et tourisme
La forteresse de Changsu à Ayang a été classée bien culturel (en) no 243.

## Historique des députations de la circonscription de Sinwŏn (343e)
- XIème législature (2003-2009) : Paik Sol (Hangeul:백　설)
- XIIème législature (2009-2014) : Kim Myung Kuk (Hangeul: 김명국 Hanja:金明國)
- XIIIème législature (2014-2019) : Kim Ok Kyu (Hangeul: 김옥규)